# Paitoszok
A paitoszok ókori trák nép. Észak-Trákiában éltek, a vidék mai neve – Paitia – őrzi emléküket. Hérodotosz tesz említést róluk.
A város neve Pisztürosz. Ezeket a tengerparti városokat bal kézre hagyta el. Majd átvonult a paitoszok, a kikonok, a bisztonok, a szapaioszok, a derszaioszok, az édónok és a szatrák területén. Ezek közül a tengerparton lakók hajókon követték a királyt, a beljebb lakók pedig, a szatrák kivételével, valamennyien a gyalogos csapatokhoz csatlakoztak